# Municipio de Aurelius (Míchigan)
El municipio de Aurelius (en inglés: Aurelius Township) es un municipio ubicado en el condado de Ingham en el estado estadounidense de Míchigan. En el año 2010 tenía una población de 3525 habitantes y una densidad poblacional de 37,32 personas por km².

## Geografía
El municipio de Aurelius se encuentra ubicado en las coordenadas 42°33′21″N 84°32′48″O / 42.55583, -84.54667. Según la Oficina del Censo de los Estados Unidos, el municipio tiene una superficie total de 94.46 km², de la cual 94,3 km² corresponden a tierra firme y (0,17 %) 0,16 km² es agua.

## Demografía
Según el censo de 2010, había 3525 personas residiendo en el municipio de Aurelius. La densidad de población era de 37,32 hab./km². De los 3525 habitantes, el municipio de Aurelius estaba compuesto por el 96,74 % blancos, el 1,02 % eran afroamericanos, el 0,26 % eran amerindios, el 0,31 % eran asiáticos, el 0,79 % eran de otras razas y el 0,88 % eran de una mezcla de razas. Del total de la población el 3,15 % eran hispanos o latinos de cualquier raza.